# 壷井達也
壷井 達也（つぼい たつや、英語: Tatsuya Tsuboi, 2002年12月17日 - ）は、日本のフィギュアスケート選手（男子シングル）。愛知県岡崎市出身。シスメックス所属。主な実績に、2022年世界ジュニア選手権銅メダル、2024年全日本選手権3位、2018年全日本ジュニア選手権優勝。神戸大学国際人間科学部発達コミュニティ学科在学中。

## 人物
性格は自分ではマイペース、同門の先輩であった横井ゆは菜からはストイックと言われる。寿司が好きで、サーモンとマグロが好物。3歳上の姉の影響で3歳からスケートを始める。
スポーツの動作分析に対する興味から、神戸大学国際人間科学部発達コミュニティ学科へ進学した。現在は、夏は通年型スケートリンクのひょうご西宮アイスアリーナ（兵庫県西宮市）、冬は神戸市立ポートアイランドスポーツセンター（神戸市）と尼崎スポーツの森（兵庫県尼崎市）を併用して拠点としている。

## 経歴

### ノービス時代
2013 - 2014シーズン
全日本ノービス選手権Bクラスにて2位となり表彰台に上がる。
2015 - 2016シーズン
夏に2回転アクセルと3回転ジャンプを習得する。全日本ノービス選手権Aクラスにて3位となり表彰台に上がる。推薦出場した全日本ジュニア選手権にて総合14位となる。1月には、東日本大震災から5年の節目で開催されたNHK杯スペシャルエキシビション（盛岡市アイスアリーナ）にノービスクラスから山下真瑚と共に出演した。

### ジュニア時代

#### 2016 - 2017シーズン
夏にアクセルを除く5種類の3回転と3回転-3回転のコンビネーションジャンプを習得する。3回転アクセルの習得に取り組んでいたが、10月に右手首を骨折し暫く遠ざかる。
全日本ジュニア選手権では総合177.62点で5位となり、全日本選手権へ初の推薦出場を決めた。
ジュニア1年目での出場となった全日本選手権では、3回転トウループ-3回転トウループのコンビネーションジャンプを成功させ、15位でフリースケーティング進出を決める。フリースケーティングでは、ジャンプで多少のミスがあったものの、2回転アクセル-3回転トウループのコンビネーションジャンプなどを成功させて8位となり、得点発表で場内をどよめかせた。総合187.03点で10位と健闘を見せた。
2月の全国中学校スケート競技会では、フリースケーティングで1位となり、総合では181.61点で三宅星南に0.74点差の2位となった。シーズン終盤の3月に初の国際大会となるプランタン杯へ派遣され2位となった。

#### 2017 - 2018シーズン
初参戦となるジュニアグランプリシリーズの1戦目は、シリーズ第4戦のジュニアグランプリミンスク・アリーナ杯に出場。総合185.19点で5位となる。フリースケーティングでは、3回転フリップにエッジエラー（リンク先「フリップジャンプのエッジ判定の基準」参照）判定を受け出来栄えで減点となったものの、3回転フリップ-3回転トウループのコンビネーションジャンプを成功。転倒および回転不足（ダウングレード）判定となったが3回転アクセルに挑んだ。
ジュニアグランプリシリーズ2戦目は、第6戦エーニャ・ノイマルクトに出場。総合198.44点で5位となる。ショートプログラムでは、3回転ループ-3回転トウループのコンビネーションジャンプを始め、全てのジャンプを成功させる。フリースケーティングでは、3回転ルッツ-3回転トウループのコンビネーションジャンプを成功させ、転倒および回転不足（ダウングレード）判定となったが3回転アクセルに挑んだ。
全日本ジュニア選手権では、ショートプログラムで全てのジャンプを加点付きで成功させ5位となる。フリースケーティングでは、3回転ルッツ-3回転トウループのコンビネーションジャンプを成功させると波に乗り、全てのジャンプを着氷させてフリースケーティング2位、総合189.15点で3位となり、表彰台に上った。
推薦出場となった全日本選手権では、ショートプログラムのコンビネーションジャンプを、予定していた後半の3回転フリップ-3回転トウループではなく3回転フリップ-2回転トウループでまとめ、スピンは全てレベル4を揃えたものの14位となる。フリースケーティングでは冒頭の3回転フリップ-3回転トウループを成功させ、挑んだ3回転アクセルは転倒および回転不足（ダウングレード）判定となるが、その他のジャンプは3回転フリップの着氷が詰まったことを除いて成功させ、総合198.71点で13位となった。
2月の全国中学校スケート競技会で初優勝。ショートプログラムで後半の3回転フリップからのコンビネーションジャンプを実施できず本田ルーカス剛史に次ぐ2位となるものの、フリースケーティングで巻き返して総合194.66点を獲得した。2位の鍵山優真が176.31点であったため、結果として他に20点近い差をつけての圧勝となった。
シーズン終盤の3月に国際大会のプランタン杯へ派遣され優勝した。

#### 2018 - 2019シーズン
ジュニアグランプリシリーズの国内選考会に招集されたが、ジャンプの調子が悪い時期と重なり落選する。9月半ば、全日本ジュニア選手権予選である中部選手権1週間前に、2年半の期間をかけ練習してきた3回転アクセルを習得する。中部選手権ではトウ（足のつま先）に痛みを感じ棄権したが、前年の全日本ジュニア選手権で表彰台に上がったためシード扱いとなり予選は通過した。
11月初めに行われた2次予選の西日本選手権では、ショートプログラムでアクセルジャンプの回転が抜け1回転アクセルとなってしまい規定により0点となるものの、フリースケーティングで3回転アクセルを2本成功させる。これが試合での3回転アクセル初成功となった（採点表）。初成功でいきなり2本成功したことで壷井自身驚いてしまい、2本目の3回転アクセルをコンビネーションジャンプにすることを忘れたため規定により減点となったものの、1本目の単独の3回転アクセルでは最高値で加点4を出す審判もいたほどで、出来栄えで加点2.08点を引き出した。フリースケーティングでは1位、総合では202.06点と200点を超え、前年のジュニアグランプリファイナルメダリストである須本光希に総合0.33点差と迫る2位となった。
-全日本ジュニア選手権優勝
3週間後に行われた全日本ジュニア選手権では、ショートプログラムにおいて3回転アクセルを加点2.08点の出来栄えで成功、その他全てのジャンプを加点付きで成功させ、78.23点を獲得し、島田高志郎に次いで2位につける。フリースケーティングでは、冒頭の3回転アクセル-2回転トウループのコンビネーションジャンプ、続く3回転アクセルを加点付きで成功、その他全てのジャンプも加点付きで成功となる完璧な演技を実施し144.56点を獲得。フリースケーティング単独では4回転を2本成功させた佐藤駿に次いで2位となったものの、ショートプログラム・フリースケーティングでミスのない演技を揃え総合222.79点を獲得し、佐藤を0.49点差で抑え初優勝を果たした。「ジュニアグランプリシリーズに出場できなくてすごく悔しい思いをした。出た人たちに挑んで挽回するにはこの試合しかないと強い気持ちで挑んだ」と語った。
全日本ジュニア選手権の優勝により、世界ジュニア選手権の代表に内定した。
全日本ジュニア王者として臨んだ推薦出場の全日本選手権では、ショートプログラムの3回転アクセルでステップアウトしてしまい11位発進となる。フリースケーティングでは、冒頭の3回転アクセルで転倒するも、続く3回転アクセル-2回転トウループのコンビネーションジャンプを成功、その後に続く全てのジャンプを加点付きで成功させ、スピンは全てレベル4を揃え、総合214.87点を獲得し、順位を上げ7位となった。
1月の全国高等学校スケート競技選手権大会で1年生ながら2位に入る。ショートプログラムでは3回転アクセルを含む全てのジャンプを成功させ、自身初めて80点を超えた。
初出場した世界ジュニア選手権では、ショートプログラムで冒頭の3回転アクセルを転倒し62.59点で20位と出遅れる。進出したフリースケーティングでは、コンビネーションジャンプを含む2本の3回転アクセルを成功させ、3回転ルッツにおいてエッジエラー判定から出来栄えで減点を受けたものの、全てのジャンプを着氷させてフリースケーティング単独では10位となり、順位を上げ総合14位となった。しかし総合得点は195.88点と200点に届かず、230点を目指して臨んだ中で「すごく悔しさが残る試合になった」と話した。
4月に行われた2019年世界国別対抗戦エキシビションに開催国の招待選手として参加した。

#### 2019 - 2020シーズン
-相次ぐ怪我
全日本ジュニア選手権2連覇を目指していたが、6月にアイスショー前日の練習で右足首を怪我し出演をキャンセルする。7月後半に練習を再開し8月後半には3回転が跳べるまでに戻したものの、9月初めに3回転アクセルの練習がきっかけで 別の箇所を怪我してしまう。中部選手権では構成を抑えて臨み、西日本選手権では3回転アクセルを成功させることができず3位となった。
「今まで感じたことがないくらいの崖っぷち」と臨んだ全日本ジュニア選手権では、ショートプログラムで3回転アクセルを転倒し6位となったものの、フリースケーティングではコンビネーションジャンプを含む2本の3回転アクセルを成功させてフリースケーティング単独では3位と順位を上げる。総合では4位に入り全日本選手権への4年連続の推薦出場が決まったが、大会2週間前に足をひねってしまう。足への負担を控えながら練習を積んだが、全日本選手権ショートプログラムの6分間練習（リンク先「全体練習」参照）で右足首に激痛が走り、滑走直前に棄権となった。「自分の滑走順が来て、氷に立つまでは決心できませんでした」と後に当時の心境を振り返ったが、痛む足を引きずりながら氷上まで進み、満場の観客へ自ら挨拶して氷を降りた。2019 - 2020シーズンはこの試合で幕を閉じることになった。

#### 2020 - 2021シーズン
2019年12月末の全日本選手権での棄権後、2020年1月末から練習を再開し、4月上旬にはアクセルとフリップを除く3回転を戻せるようになる。途中、新型コロナウイルス感染症の世界的流行のため練習できない期間も挟んだが、8月からは怪我のきっかけとなった3回転アクセルの練習を再開する。当初は1本跳ぶのに30分かかることもあったが、恐怖心を克服した。
実戦復帰は、全日本ジュニア選手権予選である9月の中部選手権となった。久々の試合ということもあり、ショートプログラムではジャンプが安定せず転倒やステップアウトが目立ったが、フリースケーティングでは3回転アクセルを成功させ総合199.25点を獲得して優勝した。ショートプログラムの6分間練習中には、前年の全日本選手権での怪我のフラッシュバックもあったと語ったが、再出発の演技を終える。
西日本選手権では、ショートプログラムにて、加点の付く3回転アクセルのほか全てのジャンプを成功させて79.78点を獲得し1位発進となる。フリースケーティングでは、難度の高いコンビネーションジャンプである3回転アクセル-3回転トウループを着氷し、136.75点を獲得して1位、総合216.53点で優勝した。ショートプログラム・フリースケーティングの両方で3回転アクセルを成功、演技後にコーチから「お帰りだね。やっとね」と声をかけられ、演技構成点の〈スケート技術〉に10点満点中8点台の高評価をつけた審判もおり、復活の兆しを得る。
しかし、全日本ジュニア選手権では、左足のスケート靴交換に伴う調整不足もあり、ショートプログラムでは4位に入るも、フリースケーティングでは得点を伸ばせずに10位。総合180.56点で7位となり、全日本選手権への推薦を得ることはできなかった。
11月の全日本ジュニア選手権後は受験勉強にシフトし、3か月間、完全に氷上から離れることになった。

#### 2021 - 2022シーズン
-練習拠点変更
難関の神戸大学へ現役合格を果たし、2021年2月末に「筋力も感覚も落ちていて滑るのがやっとの状態」からの練習再開となった。進学に伴う練習拠点変更により、2022年北京オリンピック銅メダリストの坂本花織や2017年四大陸選手権優勝の三原舞依を指導する中野園子・グレアム充子・川原星のチームにコーチを変更する。
7月の名古屋市スケート競技会みなとアクルス杯において、試合で初めて4回転サルコウに挑んだ。
年齢的に最後となる全日本ジュニア選手権では、ショートプログラムで全てのジャンプを成功させて81.05点を獲得し1位発進となる。フリースケーティングでは、冒頭の4回転サルコウでステップアウトがあったものの、他のジャンプを全て着氷させ、146.55点を獲得してフリースケーティング2位、総合227.60点で2位となり、表彰台に上った。
推薦出場の全日本選手権では、ショートプログラムでは4回転の投入こそなかったものの、全てのジャンプを着氷させて77.31点を獲得し12位につける。フリースケーティングでは、冒頭の4回転サルコウを加点2.77点を引き出す出来栄えで成功させ、ジャンプを全て着氷させ157.90点を獲得してフリースケーティング8位、総合235.21点で9位となり、3年ぶりに世界ジュニア選手権の代表に内定した。
2度目の出場となった世界ジュニア選手権では、ショートプログラムで全てのジャンプを着氷させて79.15点を獲得し5位につける。フリースケーティングでは、冒頭の4回転サルコウにq判定（90度ジャストの回転不足判定）を受けはしたものの、出来栄えで加点0.42点のプラス評価となる。後半の3回転ルッツ-オイラー（リンク先「3連続のコンビネーションジャンプ」参照）-3回転サルコウの予定コンビネーションジャンプでは、3回転ルッツで手をつき、3回転ルッツ-オイラー-2回転サルコウとなったものの、大きなミスのない演技で154.67点を獲得してフリースケーティング3位、総合233.82点で3位となり、銅メダルを獲得した。この種目では日本勢として2020年の鍵山優真（銀）に続くメダル獲得となった。また、2度目の世界ジュニア選手権で、前回目標にしながら果たせなかった総合230点超えを達成した。
このシーズンは、ショートプログラムにおいて70点を下回ることはなく、ショートプログラムの安定感について「自慢じゃないですけど、1回もミスをしていないです」と壷井自身が話している。

### シニア時代

#### 2022 - 2023シーズン
シニアに転向する。
日本スケート連盟の当シーズン特別強化選手に指定される。2022年6月20日付でシスメックス株式会社と所属契約を締結する。
シリーズ初出場となるグランプリシリーズは、MKジョン・ウィルソン杯,エスポーグランプリの2戦にアサイン。エスポーグランプリではFSおよびトータルの自己ベスト更新。
全日本選手権のショートプログラムでは、4回転サルコウで転倒し11位発進。フリースケーティングでは、冒頭の4回転サルコウ-3回転トウループのコンビネーションジャンプを高い加点で成功させるも、続く4回転サルコウで転倒。その後立て直したが、フリースケーティングは9位、総合221.17点で前年と同じく9位となった。
冬季ワールドユニバーシティーゲームズでは、ショートプログラム2位発進。フリースケーティングでは、単独の4回転サルコウは失敗するも、4回転サルコウ-3回転トウループのコンビネーションジャンプを決め、総合で2位となり表彰台へ上がった。

#### 2023 - 2024シーズン
グランプリシリーズは当初スケートアメリカの1戦のみのアサインであったが、選考会の結果、NHK杯への追加出場が決定した。
スケートアメリカのショートプログラムでは、4回転サルコウで転倒し9位発進。フリースケーティングでは、冒頭の4回転サルコウ-3回転トウループ、続く単独の4回転サルコウを成功させるも、3回転アクセルからの3連続ジャンプで転倒しフリースケーティング8位、総合216.98点で8位となった。
NHK杯のショートプログラムでは、すべてのジャンプに失敗して12位発進。フリースケーティングでは、冒頭の4回転サルコウ-2回転トウループのコンビネーションジャンプ、続く単独の4回転サルコウを成功させる。最後の3回転ルッツは転倒したが、フリースケーティングでは5位と巻き返し、総合216.62点で9位となった。グランプリシリーズは順位こそ振るわなかったものの、「（試合に）どう持っていくか、どう力を発揮するか。突破口がこのフリーで見えた」と手応えを口にした。
全日本選手権のショートプログラムでは、すべてのジャンプに成功して7位発進。フリースケーティングでは、4回転サルコウで着氷が乱れるも、続く4回転サルコウ-2回転トウループのコンビネーションジャンプを成功。以降のジャンプもすべて成功させ、フリースケーティングでは7位、非公認ながら自己ベストとなる総合252.34点で7位となった。
シーズン最後の国際大会となったチャレンジカップでは、ショートプログラムで首位発進。フリースケーティングでは、4回転サルコウ-3回転トウループのコンビネーションジャンプ、単独の4回転サルコウを成功させるなどし、フリースケーティングでは2位、非公認ながら自己ベストとなる総合254.81点で2位となった。

#### 2024 - 2025シーズン
グランプリシリーズは当初アサインがなかったが、選考会の結果、NHK杯への追加出場が決定した。
NHK杯のショートプログラムではすべてのジャンプに成功し、85.02点獲得で3位発進。フリースケーティングでは、4回転サルコウ-3回転トウループのコンビネーションジャンプを決めると、続く単独の4回転サルコウも成功。大きなミスなく演技を終え166.50点獲得、総合251.52点と全てで自己ベストを更新して3位となり、GPシリーズで初めて表彰台に上がった。
全日本選手権のショートプログラムでは、冒頭の4回転サルコウで着氷が乱れ、続く3回転アクセルでは回転が抜けて1回転半となり無得点となる。スピン、ステップではすべてレベル4を獲得したものの、73.94点の14位発進と大きく出遅れる。フリースケーティングでは、冒頭の4回転サルコウは着氷が乱れながらも3回転トウループをつけ、続く単独の4回転サルコウも着氷。以降のジャンプもすべて成功させ、非公認ながら自己ベストとなる173.37点を獲得しフリースケーティングで3位、総合247.31点で3位に入り、大逆転で初の表彰台に上がった。この結果により、四大陸選手権と世界選手権に初選出された。

## 技術・演技
4回転サルコウと、3回転アクセルを含む6種類の3回転ジャンプを跳ぶことができる。右足首の怪我に悩まされた際に、医師から「ジャンプの着地を足首でコントロールしている」という指摘があり、筋力や体幹を鍛える陸上トレーニングを強化、足首に負担がいかないよう心掛けている。現在は4回転トウループの習得に力を入れており、参考になる選手として女子の島田麻央のコンパクトな軸を挙げている。
スピード感あるスケーティングと、スケーティングを生かした流れのあるジャンプに定評があり、かつて邦和スポーツランドで同門の先輩であり振付を担当することもあった鈴木明子からは「ジャンプと滑りがかみ合うオールラウンダー」と評されている。

## 競技成績

### ISUパーソナルベストスコア
- SP - ショートプログラム、FS - フリースケーティング
- TSS - 部門内合計得点（英: Total segment score）は太字
- TES - 技術要素点（英: Technical element score）、PCS - 演技構成点（英: Program component score）

| 部門 | 種類 | 得点   | 大会                     |
| ---- | ---- | ------ | ------------------------ |
| 総合 | TSS  | 251.52 | 2024年NHK杯              |
| SP   | TSS  | 85.02  | 2024年NHK杯              |
| SP   | TES  | 48.47  | 2024年NHK杯              |
| SP   | PCS  | 37.77  | 2025年四大陸選手権       |
| FS   | TSS  | 166.50 | 2024年NHK杯              |
| FS   | TES  | 89.28  | 2024年NHK杯              |
| FS   | PCS  | 78.62  | 2022年エスポーグランプリ |

### 戦績表
- マークが付いている大会は国際スケート連盟公認の国際大会
- GP - ISUグランプリシリーズ
- CS - ISUチャレンジャーシリーズ

| 大会名                       | 2016–17 | 2017–18 | 2018–19 | 2019–20 | 2020–21 | 2021–22 | 2022–23 | 2023–24 | 2024–25 | 2025–26 |
| ---------------------------- | ------- | ------- | ------- | ------- | ------- | ------- | ------- | ------- | ------- | ------- |
| 世界選手権                   |         |         |         |         |         |         |         |         | 21位    |         |
| 四大陸選手権                 |         |         |         |         |         |         |         |         | 5位     |         |
| GP フランスグランプリ        |         |         |         |         |         |         |         |         |         | TBD     |
| GP NHK杯                     |         |         |         |         |         |         |         | 9位     | 3位     |         |
| GP スケートアメリカ          |         |         |         |         |         |         |         | 8位     |         | TBD     |
| GP エスポー                  |         |         |         |         |         |         | 4位     |         |         |         |
| GP イギリス                  |         |         |         |         |         |         | 5位     |         |         |         |
| アジアフィギュア杯           |         |         |         |         |         |         |         |         | 5位     |         |
| チャレンジカップ             |         |         |         |         |         |         | 8位     | 2位     |         |         |
| 冬季ユニバーシティーゲームズ |         |         |         |         |         |         | 2位     |         |         |         |
| 全日本選手権                 | 10位    | 13位    | 7位     | 棄権    |         | 9位     | 9位     | 7位     | 3位     |         |

- JGP - ISUジュニアグランプリシリーズ
- 無印 - ジュニアクラス
- N - アドバンスドノービスクラス、A - ノービスAクラス、B - ノービスBクラス

| 大会名                     | 2015–16 | 2016–17 | 2017–18 | 2018–19 | 2019–20 | 2020–21 | 2021–22 |
| -------------------------- | ------- | ------- | ------- | ------- | ------- | ------- | ------- |
| 世界ジュニア選手権         |         |         |         | 14位    |         |         | 3位     |
| JGP エーニャ・ノイマルクト |         |         | 5位     |         |         |         |         |
| JGP ミンスク・アリーナ杯   |         |         | 5位     |         |         |         |         |
| アジアフィギュア杯         |         |         |         | 2位     |         |         |         |
| プランタン杯               |         | 2位     | 1位     |         |         |         | 2位     |
| 全日本ジュニア選手権       | 14位    | 5位     | 3位     | 1位     | 4位     | 7位     | 2位     |

### 詳細
パーソナルベストは太字で表示
| 2024-2025 シーズン    |                                                |          |           |           |
| 開催日                | 大会名                                         | SP       | FS        | 結果      |
| 2025年3月25日 - 30日  | 2025年世界フィギュアスケート選手権（ボストン） | 24 73.00 | 19 143.26 | 21 216.26 |
| 2025年2月18日 - 23日  | 2025年四大陸フィギュアスケート選手権（ソウル） | 6 78.07  | 5 156.86  | 5 234.93  |
| 2024年12月19日 - 22日 | 第93回全日本フィギュアスケート選手権（門真）   | 14 73.94 | 3 173.37  | 3 247.31  |
| 2024年11月8日 - 10日  | ISUグランプリシリーズ NHK杯（東京）            | 3 85.02  | 3 166.50  | 3 251.52  |

| 2023-2024 シーズン    |                                                  |          |          |          |
| 開催日                | 大会名                                           | SP       | FS       | 結果     |
| 2024年2月22日 - 25日  | チャレンジカップ 2024（ティルブルフ）            | 1 85.80  | 2 169.01 | 2 254.81 |
| 2023年12月20日 - 24日 | 第92回全日本フィギュアスケート選手権（長野）     | 7 85.85  | 7 166.49 | 7 252.34 |
| 2023年11月24日 - 26日 | ISUグランプリシリーズ NHK杯（門真）              | 12 64.63 | 5 151.99 | 9 216.62 |
| 2023年10月20日 - 22日 | ISUグランプリシリーズ スケートアメリカ（アレン） | 9 72.57  | 8 144.41 | 8 216.98 |

| 2022-2023 シーズン    |                                                                |          |          |          |
| 開催日                | 大会名                                                         | SP       | FS       | 結果     |
| 2023年2月23日 - 26日  | チャレンジカップ 2023（ティルブルフ）                          | 12 67.16 | 5 145.18 | 8 212.34 |
| 2023年01月12日 - 22日 | FISU冬季ワールドユニバーシティーゲームズ（レークプラシッド）   | 2 84.48  | 2 159.34 | 2 243.82 |
| 2022年12月22日 - 25日 | 第91回全日本フィギュアスケート選手権（門真）                   | 11 74.84 | 9 146.33 | 9 221.17 |
| 2022年11月25日 - 27日 | ISUグランプリシリーズ エスポーグランプリ（エスポー）           | 5 78.82  | 4 166.08 | 4 244.90 |
| 2022年11月11日 - 13日 | ISUグランプリシリーズ MKジョン・ウィルソン杯（シェフィールド） | 7 76.75  | 5 149.38 | 5 226.13 |

| 2021-2022 シーズン    |                                                               |          |          |          |
| 開催日                | 大会名                                                        | SP       | FS       | 結果     |
| 2022年4月13日 - 17日  | 2022年世界ジュニアフィギュアスケート選手権（タリン）          | 5 79.15  | 3 154.67 | 3 233.82 |
| 2022年3月18日 - 20日  | 2022年プランタン杯（ルクセンブルク ）                         | 2 77.35  | 2 148.29 | 2 225.64 |
| 2022年1月18日 - 22日  | 2022年ババリアンオープンジュニアクラス（オーベルストドルフ ） | 1 81.92  | 1 156.42 | 1 238.34 |
| 2021年12月22日 - 26日 | 第90回全日本フィギュアスケート選手権（さいたま）              | 12 77.31 | 8 157.90 | 9 235.21 |
| 2021年11月19日 - 21日 | 第90回全日本フィギュアスケートジュニア選手権（名古屋）        | 1 81.05  | 2 146.55 | 2 227.60 |

| 2020-2021 シーズン    |                                                      |         |           |          |
| 開催日                | 大会名                                               | SP      | FS        | 結果     |
| 2020年11月21日 - 23日 | 第89回全日本フィギュアスケートジュニア選手権（八戸） | 4 73.18 | 10 107.38 | 7 180.56 |

| 2019-2020 シーズン    |                                                      |         |          |          |
| 開催日                | 大会名                                               | SP      | FS       | 結果     |
| 2019年12月19日 - 22日 | 第88回全日本フィギュアスケート選手権（東京）         |         |          | WD       |
| 2019年11月15日 - 17日 | 第88回全日本フィギュアスケートジュニア選手権（横浜） | 6 68.83 | 3 123.94 | 4 192.77 |

| 2018-2019 シーズン    |                                                        |          |           |           |
| 開催日                | 大会名                                                 | SP       | FS        | 結果      |
| 2019年3月4日 - 10日   | 2019年世界ジュニアフィギュアスケート選手権（ザグレブ） | 20 62.59 | 10 133.29 | 14 195.88 |
| 2018年12月20日 - 24日 | 第87回全日本フィギュアスケート選手権（門真）           | 11 69.95 | 5 144.92  | 7 214.87  |
| 2018年11月23日 - 25日 | 第87回全日本フィギュアスケートジュニア選手権（福岡）   | 2 78.23  | 2 144.56  | 1 222.79  |
| 2018年8月1日 - 3日    | 2018年アジアフィギュア杯ジュニアクラス（バンコク）     | 2 50.87  | 2 117.14  | 2 168.01  |

| 2017-2018 シーズン    |                                                                       |          |           |           |
| 開催日                | 大会名                                                                | SP       | FS        | 結果      |
| 2018年3月16日 - 18日  | 2018年プランタン杯ジュニアクラス（ルクセンブルク ）                   | 1 64.43  | 1 131.40  | 1 195.83  |
| 2017年12月21日 - 24日 | 第86回全日本フィギュアスケート選手権（調布）                          | 14 63.35 | 11 135.36 | 13 198.71 |
| 2017年11月24日 - 26日 | 第86回全日本フィギュアスケートジュニア選手権（前橋）                  | 5 63.53  | 2 125.62  | 3 189.15  |
| 2017年10月11日 - 14日 | ISUジュニアグランプリ エーニャ・ノイマルクト（エーニャ/ボルツァーノ） | 6 65.98  | 5 132.46  | 5 198.44  |
| 2017年9月20日 - 24日  | ISUジュニアグランプリ ミンスク・アリーナ杯（ミンスク）                | 5 66.49  | 5 118.70  | 5 185.19  |

| 2016-2017 シーズン    |                                                      |          |          |           |
| 開催日                | 大会名                                               | SP       | FS       | 結果      |
| 2017年3月10日 - 12日  | 2017年プランタン杯ジュニアクラス（ルクセンブルク ）  | 2 51.72  | 2 104.63 | 2 156.35  |
| 2016年12月22日 - 25日 | 第85回全日本フィギュアスケート選手権（門真）         | 15 59.49 | 8 127.54 | 10 187.03 |
| 2016年11月18日 - 20日 | 第85回全日本フィギュアスケートジュニア選手権（札幌） | 6 56.07  | 5 121.55 | 5 177.62  |

| 2015-2016 シーズン    |                                                                |          |          |           |
| 開催日                | 大会名                                                         | SP       | FS       | 結果      |
| 2015年11月21日 - 23日 | 第84回全日本フィギュアスケートジュニア選手権（ひたちなか）     | 14 48.89 | 14 96.69 | 14 145.58 |
| 2015年10月23日 - 25日 | 第19回全日本フィギュアスケートノービス選手権 Aクラス（西東京） |          | 3 88.68  | 3 88.68   |

| 2014-2015 シーズン    |                                                              |    |         |         |
| 開催日                | 大会名                                                       | SP | FS      | 結果    |
| 2014年10月24日 - 26日 | 第18回全日本フィギュアスケートノービス選手権 Aクラス（高槻） |    | 8 71.26 | 8 71.26 |

| 2013-2014 シーズン    |                                                                    |    |         |         |
| 開催日                | 大会名                                                             | SP | FS      | 結果    |
| 2013年10月25日 - 27日 | 第17回全日本フィギュアスケートノービス選手権 Bクラス（ひたちなか） |    | 2 63.37 | 2 63.37 |

| 2012-2013 シーズン    |                                                                      |    |         |         |
| 開催日                | 大会名                                                               | SP | FS      | 結果    |
| 2012年10月26日 - 28日 | 第16回全日本フィギュアスケートノービス選手権 Bクラス（京都市右京区） |    | 5 67.94 | 5 67.94 |

## プログラム使用曲
| シーズン    | SP | FS | EX |
| ----------- | --- | --- | --- |
| 2024 - 2025 | Adore 曲：ルカ・ダルベルト 振付：壷井達也アランフェス協奏曲 曲：ホアキン・ロドリーゴ 振付：ザカリー・ダナヒュー | 『道化師』より 曲：ルッジェーロ・レオンカヴァッロ 振付：マッシモ・スカリ                               | 『天国への階段』 作曲：ロバート・プラント、ジミー・ペイジ 振付：佐藤操                                                       |
| 2023 - 2024 | アランフェス協奏曲 曲：ホアキン・ロドリーゴ 振付：ザカリー・ダナヒュー                                          | 映画『ハートビート』より - Torn(Nathan Lanier) 振付：マッシモ・スカリ                                  | |
| 2022 - 2023 | 『天国への階段』 作曲：ロバート・プラント、ジミー・ペイジ 振付：佐藤操                                          | 映画『ハートビート』より 振付：マッシモ・スカリ                                                        | Johanna 曲：ジェイミー・キャンベル・バウアー No Place Like London 曲：ジョニー・デップ                                       |
| 2021 - 2022 | 映画『ツリー・オブ・ライフ』より 作曲：アレクサンドル・デスプラ 振付：吉野晃平                                  | ラフマニノフ 10の前奏曲より Op.23-5 ト短調, Op.23-4 ニ長調 作曲：セルゲイ・ラフマニノフ 振付：吉野晃平 | 映画『スウィーニー・トッド フリート街の悪魔の理髪師』より No Place Like London 作曲：スティーヴン・ソンドハイム 振付：川原星 |
| 2020 - 2021 | 踊るリッツの夜 (Puttin' on the Ritz) 作曲：アーヴィング・バーリン 振付：鈴木明子                                | ラフマニノフ 10の前奏曲より Op.23-5 ト短調, Op.23-4 ニ長調 作曲：セルゲイ・ラフマニノフ 振付：吉野晃平 | |
| 2019 - 2020 | 踊るリッツの夜 (Puttin' on the Ritz) 作曲：アーヴィング・バーリン 振付：鈴木明子                                | ラフマニノフ 10の前奏曲より Op.23-5 ト短調, Op.23-4 ニ長調 作曲：セルゲイ・ラフマニノフ 振付：吉野晃平 | |
| 2018 - 2019 | Your Song 作曲：エルトン・ジョン 振付：宮本賢二                                                                 | 交響曲第9番『新世界より』 作曲：アントニン・ドヴォルザーク 振付：本郷裕子                              | My Way 作詞：ポール・アンカ 作曲：クロード・フランソワ 歌：山寺宏一 振付：鈴木明子                                           |
| 2017 - 2018 | Your Song 作曲：エルトン・ジョン 振付：宮本賢二                                                                 | 映画『るろうに剣心 伝説の最期編』より 暁闇の戦い 作曲：佐藤直紀 振付：本郷裕子                         | All by myself 作曲：エリック・カルメン                                                                                       |
| 2016 - 2017 | マンボ・メドレー 作曲：ペレス・プラードほか 振付：本郷裕子                                                      | Tango Amore 作曲：エドウィン・マートン 振付：本郷裕子                                                  | |
| 2015 - 2016 | マンボ・メドレー 作曲：ペレス・プラードほか 振付：本郷裕子                                                      | Tango Amore 作曲：エドウィン・マートン 振付：本郷裕子                                                  | |
| 2014 - 2015 | | 禿山の一夜 作曲：モデスト・ムソルグスキー 振付：本郷裕子                                               | |